# Aleksandr Armand
Aleksandr Armand (ros. Александр Арманд, ur. 27 kwietnia 1961 w Moskwie) – rosyjski kierowca wyścigowy.

## Biografia
Ukończył Moskiewski Państwowy Uniwersytet Techniczny. W wyścigach samochodowych zadebiutował w 1980 roku. W 1988 roku zadebiutował w Sowieckiej Formule Mondial. W 1990 roku zajął ósme miejsce na koniec sezonu, a w sezonie 1991 ósme. Po rozpadzie ZSRR uczestniczył w takich seriach jak Bałtycka Formuła 1600 czy Polska Formuła Mondial. W 1995 roku zajął piąte miejsce w wyścigu Rosyjskiej Formuły 1600 w Moskwie. Następnie ścigał się w Ukraińskiej Formule 1600. W sezonie 1996 był wicemistrzem Ukrainy, rok później zdobył mistrzostwo, a w sezonie 1998 był trzeci. W latach 2000–2001 był szósty, natomiast w sezonie 2003 po raz kolejny zdobył mistrzostwo serii. W Ukraińskiej Formule 1600 ścigał się do 2007 roku. Ogółem wystartował w 40 wyścigach mistrzostw Ukrainy, z których wygrał 30.

## Wyniki
| Legenda oznaczeń w tabelach wyników Wyświetl szablon na nowej stronie | Legenda oznaczeń w tabelach wyników Wyświetl szablon na nowej stronie                                                                     |
| Oznaczenie                                                            | Wyjaśnienie |
| --------------------------------------------------------------------- | --- |
| Złoty                                                                 | Zwycięzca lub mistrzostwo |
| Srebrny                                                               | 2. miejsce lub wicemistrzostwo |
| Brązowy                                                               | 3. miejsce lub II wicemistrzostwo |
| Zielony                                                               | Ukończył, punktował (w klasyfikacji generalnej, gdy zdobył co najmniej jeden punkt na przestrzeni sezonu, poza trzema powyższymi opcjami) |
| Niebieski                                                             | Ukończył, nie punktował (w klasyfikacji generalnej, gdy nie zdobył co najmniej jednego punktu na przestrzeni sezonu)                      |
| Czerwony                                                              | Nie zakwalifikował się (NZ) |
| Czerwony                                                              | Nie prekwalifikował się (NPK) |
| Różowy                                                                | Nie ukończył (NU) |
| Różowy                                                                | Niesklasyfikowany (NS) (w klasyfikacji generalnej, gdy nie został sklasyfikowany w żadnym wyścigu sezonu)                                 |
| Czarny                                                                | Zdyskwalifikowany (DK) |
| Czarny                                                                | Wykluczony (WYK/EX) |
| Biały                                                                 | Nie wystartował (NW) |
| Biały                                                                 | Kontuzjowany (K/INJ) |
| Biały                                                                 | Wyścig odwołany (OD/C) |
| Bez koloru                                                            | Został wycofany (WYC/WD) |
| Bez koloru                                                            | Nie przybył (NP/DNA) |
| Bez koloru                                                            | Nie brał udziału w treningach (NT/DNP) |
| Bez koloru                                                            | Nie został zgłoszony (–) |
| Pogrubienie                                                           | Start z pole position |
| Kursywa                                                               | Najszybsze okrążenie wyścigu |
| †                                                                     | Nie ukończył, ale jego rezultat został zaliczony ze względu na przejechanie więcej niż 90% dystansu wyścigu.                              |
| *                                                                     | Sezon w trakcie |
| 1/2/3                                                                 | Punktowana pozycja w sprincie kwalifikacyjnym                                                                                             |
| Lista systemów punktacji Formuły 1                                    | |

### Estońska Formuła 3
| Rok  | Zespół        | Samochód   | Silnik | Wyniki w poszczególnych eliminacjach | Wyniki w poszczególnych eliminacjach | Wyniki w poszczególnych eliminacjach | Pkt. | Msc. |
| ---- | ------------- | ---------- | ------ | ------------------------------------ | ------------------------------------ | ------------------------------------ | ---- | ---- |
| 1987 |               |            |        |                                      |                                      |                                      | 0    | NS   |
| 1987 | DOSAAF Moskwa | Estonia 20 | Łada   | NU                                   | -                                    | -                                    | 0    | NS   |

### Sowiecka Formuła Mondial
| Rok  | Zespół        | Samochód      | Silnik | Wyniki w poszczególnych eliminacjach | Wyniki w poszczególnych eliminacjach | Wyniki w poszczególnych eliminacjach | Pkt. | Msc. |
| ---- | ------------- | ------------- | ------ | ------------------------------------ | ------------------------------------ | ------------------------------------ | ---- | ---- |
| 1988 |               |               |        |                                      |                                      |                                      | 66   | 14   |
| 1988 | DOSAAF Moskwa | Estonia 20    | Łada   | 14                                   | 10                                   | -                                    | 66   | 14   |
| 1989 |               |               |        |                                      |                                      |                                      | 34   | 19   |
| 1989 | DOSAAF Moskwa | Estonia 21M   | Łada   | 11                                   | NU                                   | NU                                   | 34   | 19   |
| 1990 |               |               |        |                                      | Łotwa                                |                                      | 73   | 8    |
| 1990 | DOSAAF Moskwa | Estonia 21M   | Łada   | NU                                   | 11                                   | 6                                    | 73   | 8    |
| 1991 |               |               |        |                                      | Łotwa                                |                                      | ?    | 7    |
| 1991 | DOSAAF Moskwa | Estonia 21.10 | Łada   | 4                                    | NU                                   | ?                                    | ?    | 7    |

### Polska Formuła Mondial
| Rok  | Zespół | Samochód   | Silnik | Wyniki w poszczególnych eliminacjach | Wyniki w poszczególnych eliminacjach | Wyniki w poszczególnych eliminacjach | Wyniki w poszczególnych eliminacjach | Wyniki w poszczególnych eliminacjach | Pkt. | Msc. |
| ---- | ------ | ---------- | ------ | ------------------------------------ | ------------------------------------ | ------------------------------------ | ------------------------------------ | ------------------------------------ | ---- | ---- |
| 1992 |        |            |        | Polska                               | Polska                               | Polska                               | Polska                               | Polska                               | 13   | ?    |
| 1992 |        | Estonia 21 | Łada   | -                                    | -                                    | 5                                    | -                                    | -                                    | 13   | ?    |

### Ukraińska Formuła 1600
| Rok  | Zespół    | Samochód   | Silnik | Wyniki w poszczególnych eliminacjach | Wyniki w poszczególnych eliminacjach | Wyniki w poszczególnych eliminacjach | Wyniki w poszczególnych eliminacjach | Wyniki w poszczególnych eliminacjach | Wyniki w poszczególnych eliminacjach | Wyniki w poszczególnych eliminacjach | Wyniki w poszczególnych eliminacjach | Wyniki w poszczególnych eliminacjach | Pkt. | Msc. |
| ---- | --------- | ---------- | ------ | ------------------------------------ | ------------------------------------ | ------------------------------------ | ------------------------------------ | ------------------------------------ | ------------------------------------ | ------------------------------------ | ------------------------------------ | ------------------------------------ | ---- | ---- |
| 2003 |           |            |        | Ukraina                              | Ukraina                              | Ukraina                              |                                      |                                      |                                      |                                      |                                      |                                      | 50   | 1    |
| 2003 | LSA ChADI | Estonia 21 | Łada   | 2                                    | 2                                    | 1                                    |                                      |                                      |                                      |                                      |                                      |                                      | 50   | 1    |
| 2005 |           |            |        | Ukraina                              | Ukraina                              | Ukraina                              | Ukraina                              | Ukraina                              | Ukraina                              | Ukraina                              |                                      |                                      | ?    | ?    |
| 2005 | LSA ChADI | Estonia 25 | Łada   | 3                                    | 2                                    | 2                                    | NU                                   | 2                                    | NU                                   | 1                                    |                                      |                                      | ?    | ?    |
| 2006 |           |            |        | Ukraina                              | Ukraina                              | Ukraina                              | Ukraina                              | Ukraina                              | Ukraina                              | Ukraina                              |                                      |                                      | 16   | 6    |
| 2006 | LSA ChADI | Estonia 25 | Łada   | 2                                    | 2                                    | NW                                   | NW                                   | -                                    | -                                    | -                                    |                                      |                                      | 16   | 6    |
| 2007 |           |            |        | Ukraina                              | Ukraina                              | Ukraina                              | Ukraina                              | Ukraina                              | Ukraina                              | Ukraina                              | Ukraina                              | Ukraina                              | 12   | 10   |
| 2007 | LSA ChADI | Estonia 25 | Łada   | -                                    | -                                    | 5                                    | 2                                    | -                                    | -                                    | -                                    | -                                    | -                                    | 12   | 10   |